# Кушніров Микола Олександрович
Микола Олександрович Кушніров (20 серпня 1945, с. Довжок) — український політик. Народний депутат України 3-го скликання.

## Біографія
Народився 20 серпня 1945 у с. Довжок Кам'янець-Подільського району Хмельницької області.
У 1972 році М. О. Кушніров закінчив Терновський індустріальний технікум у м. Кривий Ріг за спеціальністю «гірничий технік-електромеханік». У 1994 році отримав вищу освіту у галузі соціології, закінчивши філософський факультет Якутського університету.
З 1964 року працював підземним кріпильником на шахті 17 БІС у м. Торез Донецької обл. Після проходження строкової служби в армії (1964–1967) до 1971 року працював на Криворізькому центральному збагачувальному комбінаті. У 1971–1981 роках працював старшим машиністом огрудкування, виробничим майстром, начальником зміни, старшим виробничим майстром, начальником дільниці відділу технічного контролю на Північному гірничо-збагачувальному комбінаті.
З 1981 року проживав в районах Крайньої Півночі, в м. Нерюнгрі (Якутія). Працював водієм, начальником автоколони. У 1983–1985 роках — начальник Нерюнгрінського СТК, у 1986–1991 роках — такелажник, начальник цеху, заступник директора з виробництва заводу з випуску промислової продукції.
У 1991–1992 роках Кушніров М. О. стає генеральним директором «Міркуш», у 1992–1996 роках — президентом корпорації «Континент», а з 1996 року — генеральним директором «Інформ-медіа „Соціаліст України“» у м. Кривий Ріг.

### Родина
Батько Олександр Денисович (1905–1976); мати Людмила Василівна (1909) — пенсіонерка.
Одружений, має двох дітей. Дружина Ніна Федорівна (1945) — педагог-психолог; син Руслан (1969) — директор підприємства в місті Кривий Ріг; син Сергій (1978).

## Політична діяльність
У 1994–1999 роках Кушніров М. О. був членом Соціалістичної партії України. З травня 1996 року — керуючий справами політвиконкому, з квітня 1997 року — секретар Політради СПУ.
У березні 1998 року Кушнірова М. О. було обрано народним депутатом України 3-го скликання від виборчого блоку Соціалістичної та Селянської партій України (№ 30 в списку) у виборчому окрузі № 192 Хмельницької області.
У Верховній Раді був головою підкомітету з питань регламенту Комітету з питань регламенту, депутатської етики та організації роботи ВР України (липень 1998 — жовтень 2000 рр.), входив до складу Комітету з питань законодавчого забезпечення правоохоронної діяльності (з жовтня 2000 р.), головував у підкомітеті з законодавчого забезпечення реформи правоохоронних органів.
Входив до фракції Соціалістичної партії і Селянської партії України («Лівий центр») (травень 1998 — вересень 1999 р.), фракції «Батьківщина» (8-18 лютого 2000 р.), фракції «Солідарність» (з червня 2000 р.).
З жовтня 1999 року по грудень 2002 року був генеральним секретарем Всеукраїнської партії «Нова сила», а з грудня 2002 р. по березень 2003 р. — головою Київської міської організації цієї партії.